# Cunaxa breviscuta
Cunaxa breviscuta är en spindeldjursart som beskrevs av Malcolm Luxton 1982. Cunaxa breviscuta ingår i släktet Cunaxa och familjen Cunaxidae. Inga underarter finns listade i Catalogue of Life.